# Бобровка (пристанционный посёлок, Красноармейский район)
Бобровка — посёлок при железнодорожной станции Бобровка в Красноармейском районе Саратовской области России, входит в Сплавнухинское муниципальное образование. Населённый пункт расположен на правом берегу реки Карамыш, южнее села Бобровка.
До 2015 года — в составе сельского поселения Бобровское муниципальное образование.

## История
Основан как посёлок железнодорожных рабочих, обслуживавших станцию Бобровка на линии Саратов I — Иловля II Волгоградского отделения Приволжской железной дороги. Линия Саратов I — Иловля II (также известная как Волжская рокада) построена в прифронтовых условиях в 1942 году. Станция получила название по расположенному близ станции селу Бобровка.

## Население
| 2010 |
| ---- |
| 0    |

Динамика численности населения по годам:
| 2002 |
| ---- |
| 261  |